# Quad Magazin
Quad Magazin war ein Magazin für Quads, ATVs und Side-by-Side-Fahrzeuge. Das Quad Magazin erschien zweimonatlich im MO Medien Verlag. Es wurde 2004 gegründet und ergänzte, bis zu seiner Einstellung 2014, die Magazin-Reihe (Motorrad Magazin MO, Klassik Motorrad, BMW Motorräder, Motorräder aus Italien, Motorrad Jahrbuch, Motorrad Testbuch, 9Elf-Magazin, Auto Strada und Quad Jahrbuch) des MO Medien Verlag.

## Inhalt und Schwerpunkt
Inhaltliche Schwerpunkte waren Neuvorstellungen, Fahrberichte und Vergleichstests aus den Bereichen ATV, Quad und Side-by-Side, aber auch Berichte über Motorsportereignisse sowie Magazin-Storys über Szene und Reise. In einem eigenen Service & Technik-Teil wurden technische Hintergründe und Neuerungen erläutert.

## Redaktion
Der Redaktionssitz war Stuttgart. Chefredakteur war Tommy Weinz, Hubertus Schneider Redaktionsleiter.

## Weitere Publikationen
- Quad Magazin Jahrbuch 2012 – die aktuellen Quad, ATV und Side-by-Side-Fahrzeuge im Überblick (Erscheinungsdatum: Oktober 2011)

Im Quad Magazin Jahrbuch werden über 270 Modelle aus den Bereichen Quad, ATV und Side-by-Side ausführlich beschrieben und um die jeweiligen technischen Daten ergänzt. Die meisten in diesem Jahrbuch vertretenen Modelle sind in Deutschland, Österreich und der Schweiz erhältlich. Zudem werden wertvolle Tipps zu den Themen Kauf, Unterhalt, Wartung und Fahrtechnik vermittelt. 

## Erscheinungsende
Das Magazin erschien laut Angaben des Verlages mit der Ausgabe 1/2014 zum letzten Mal.
Als Grund wurden „nachhaltige Veränderungen in der Zeitschriftenbranche“ genannt.